# Sabrina Houssami
 (février 2025).
Sabrina Houssami, née le 3 juillet 1986 à Sydney, est une actrice, modèle et personnalité de la télévision australienne.

## Biographie
Elle est née à Sydney d'un père indien et d'une mère libanaise.
Sabrina fait ses études de psychologie à l'université de Sydney.
En 2006, elle remporte l'élection de Miss Monde Australia 2006 et représente son pays à Miss Monde 2006 et devient 2e dauphine et Miss Asia Pacific 2006.